# Mehiški zaliv
Mehiški zaliv (v ZDA od 2025 tudi Ameriški zaliv) je veliko vodno telo med Severno in Srednjo Ameriko, del Atlantskega oceana. Na severu in severovzhodu ga omejuje jugovzhodni del ZDA od Teksasa do Floride, na jugu in jugozahodu Mehika, kjer je med mehiško celino in Jukatanom Kampeški zaliv, na jugovzhodu pa Kuba. Z Atlantskim oceanom ga povezujeta Floridski preliv med Florido in Kubo, na jugovzhodu pa Karibsko morje.